# دان بلک
دان بلک (انگلیسی: Don Black؛ زادهٔ ۲۱ ژوئن ۱۹۳۸) یک ترانه‌سرا و مُصَنِف مشهور اهل بریتانیا است.او در سال ۱۹۶۰ شروع به فعالیت کرد و شش سال بعد برنده جایزه اسکار شد.
او در سال ۱۹۶۶ میلادی برندهٔ جایزه اسکار بهترین ترانه شد.
از فیلم‌ها یا مجموعه‌های تلویزیونی که وی در آن‌ها نقش داشته است، می‌توان به دانتون ابی، سفرهای گالیور و ماجراهای آلیس در سرزمین عجایب اشاره نمود.